# Överums station

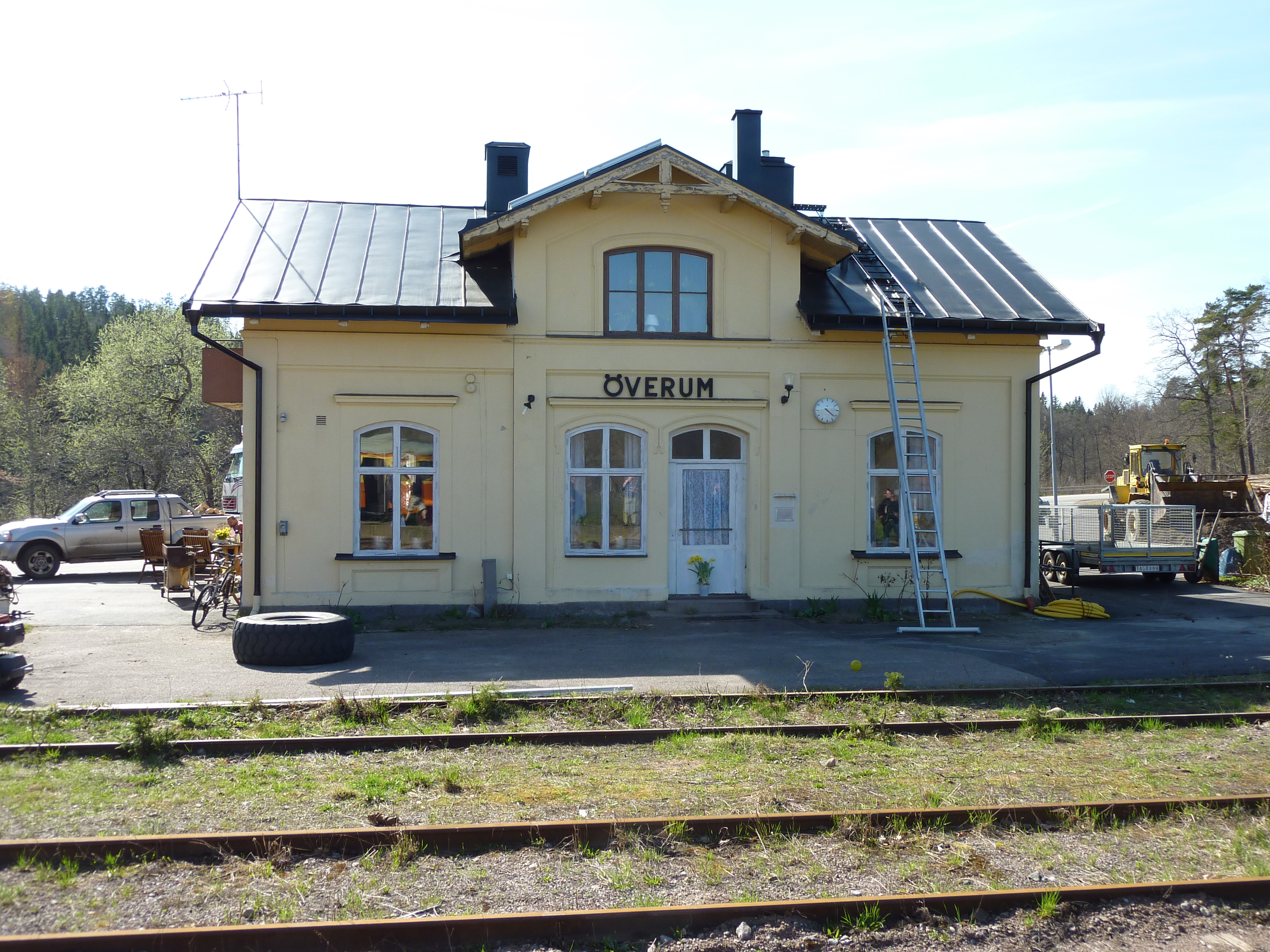
Överum station

Överums station är en järnvägsstation på Tjustbanan i södra utkanten av tätorten Överum, Västerviks kommun. Passagerartrafiken upphörde 1996 när den flyttades till den mer centralt belägna hållplatsen Överums bruk. Stationen är en mötesstation.